# Isaak Maus

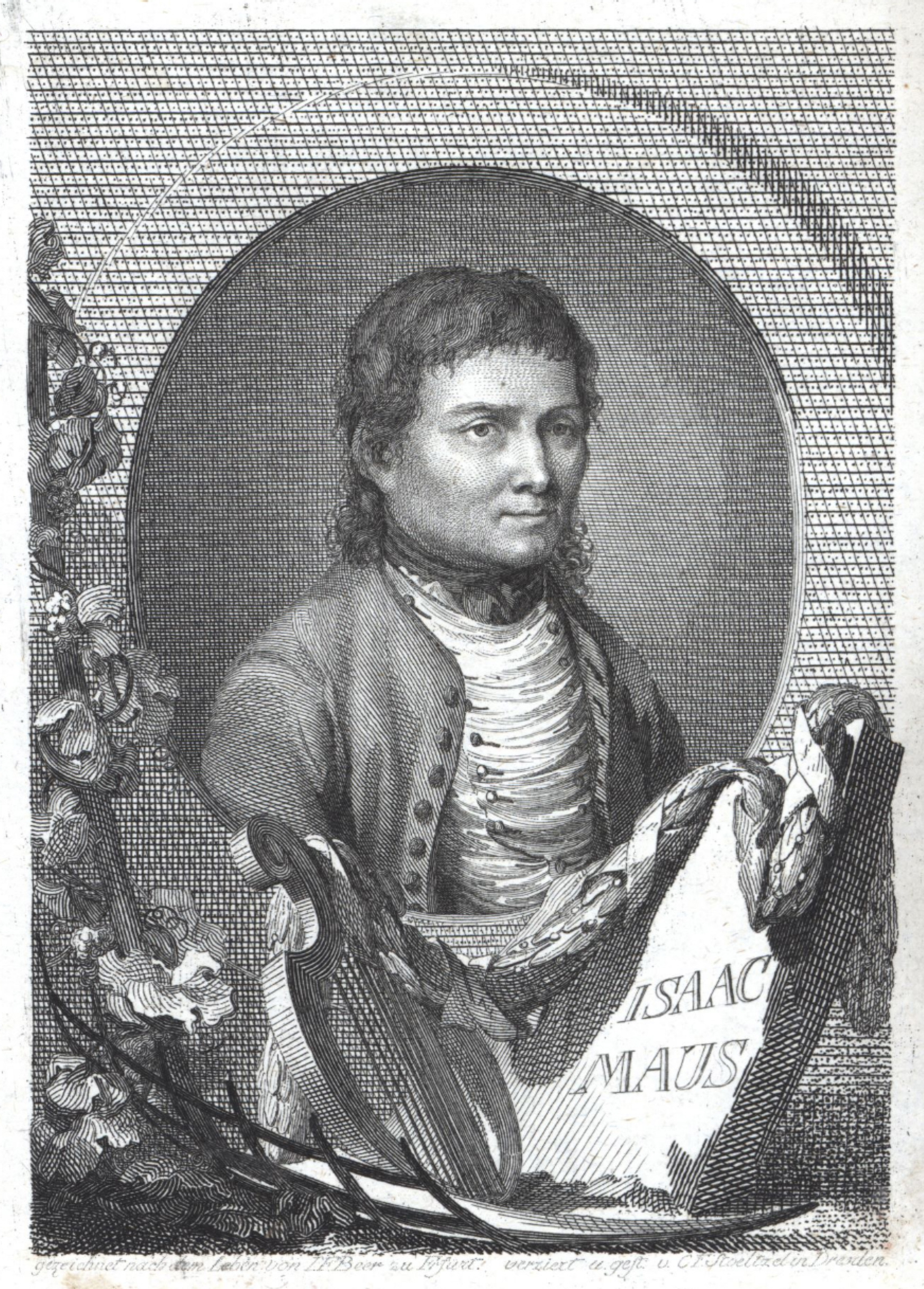
Isaak Maus

Isaak Maus (* 8. September 1748 in Badenheim; † 31. Dezember 1833) war ein deutscher Schriftsteller, Landwirt und Bürgermeister von Badenheim.

## Leben
Maus veröffentlichte 1786 sein erstes Buch mit dem Titel Gedichte und Briefe von Isaak Maus – Bauersmann in Badenheim. In den Wirren der französischen Revolution trat Issak Maus in seiner Heimatgemeinde als Vermittler auf. 1809 wurde er zum Bürgermeister Badenheims gewählt und übte dieses Amt 15 Jahre lang aus.
Maus war seit April 1776 mit Catharina Elisabeth Maus geb. Cornelius (1754–1824) aus Bosenheim verheiratet. Das Paar hatte neun Kinder, die zwischen 1777 und 1797 geboren wurden.
In Badenheim gibt es eine Isaak-Maus-Straße, die in den 1970er Jahren angelegt wurde. Das Grabmal von Isaak Maus auf dem Friedhof in Badenheim steht unter Denkmalschutz.

## Werke
- 1786: Gedichte und Briefe von Isaak Maus – Bauersmann in Badenheim (Google-Books)
- 1788: Etwas über Ackerbau und Landwirthschaft (Digitalisat der Universitätsbibliothek Tübingen)
- 1793: An Teutschlands gute Bürger (Digitalisat der Staatsbibliothek zu Berlin)
- 1794: An die tapfern Sachsen, die aus dem Reichskrieg, im Frühling 1794, durch ihre Waffenbrüder abgelöst, in ihr Vaterland zogen (Digitalisat der Staats- und Universitätsbibliothek Dresden)
- 1794: Versuch einer Apologie der Deutschen Bürger und Landleute, welche nach der Franzosen Verlangen und gezwungen den Freiheitseid geleistet haben (Digitalisat der Universitätsbibliothek Göttingen)
- 1819: Poetische Briefe (Google-Books)
- 1821: Lyrische Gedichte (Google-Books)